# Genarps distrikt
Genarps distrikt är ett distrikt i Lunds kommun och Skåne län.
Distriktet ligger sydost om Lund.

## Tidigare administrativ tillhörighet
Distriktet inrättades 2016 och utgörs av socknarna Genarp, Lyngby och Gödelöv i Lunds kommun
Området motsvarar den omfattning Genarps församling fick 1995 när socknarnas församlingar gick samman.